# Chiesa di Santa Vittoria Vergine e Martire (Castilenti)
La chiesa di Santa Vittoria Vergine e Martire è la parrocchiale di Castilenti, nella provincia di Teramo in Abruzzo. Appartiene alla forania di Castiglione Messer Raimondo dell'arcidiocesi di Pescara-Penne e risale al XIV secolo.

## Storia
Nella Ratio Decimarum che interessava le parrocchie della zona negli anni 1309 e 1324 venne annotata la chiesa di Santa Vittoria a Castilenti, che quindi era già presente.
Verso la fine del XVIII secolo forse la chiesa venne riedificata completamente, risulta in ogni caso accertato che in tale periodo fu costruito il nuovo altare maggiore e che gli interni furono arricchiti con decorazioni a stucco.
Secondo quanto riferito dall'abate Luigi di Vestea in un suo libro all'inizio del XIX secolo la chiesa venne ricostruita in seguito alla distruzione causata dall'incendio provocato da un fulmine. L'edificio venne poi ristrutturato tra il 1914 ed il 1915.
Negli anni cinquanta il prospetto principale venne reintonacato poi, a partire dagli anni settanta, la chiesa cadde in stato di abbandono sino al 2004, quando venne restaurata e, due anni dopo, fu rifatta in marmo la pavimentazione della sala.
Nel 2009 venne seriamente danneggiata dal sisma del 6 aprile e fu necessario intervenire per riparare i danni e metterla in sicurezza. Venne riaperta al culto nel 2010.

## Descrizione
Il luogo di culto è un bene sottoposto a tutela dalla Soprintendenza Archeologia, belle arti e paesaggio dell'Abruzzo.

### Esterni
La chiesa si trova nel centro storico di Castilenti. La facciata a capanna è semplice, col portale architravato incorniciato in laterizio al quale si accede da una scalinata con cinque gradini. In alto una grande finestra sormontata dall'orologio che, di lato, ha due finestrelle ad oculo. La torre campanaria si alza dal corpo dell'edificio nella sua parte sinistra.

### Interni
All'interno ha tre navate, le due laterali ridotte rispetto alla centrale, e le volte sono a botte.
Gli stucchi della decorazione interna sono di Alessandro Terzani, da Como. All'interno viene conservata la scultura di gusto barocco col busto raffigurante Santa Vittoria.